# Patricia Conlan
Patricia Claire Conlan geb. Kelly (* 15. März 1945 in Dublin) ist eine irische Rechtswissenschaftlerin und Hochschullehrerin.

## Wirken
Nach ihrer Ausbildung und mehrjähriger Tätigkeit als Sekretärin in Irland und im Ausland studierte Patricia Conlan ab 1978 Rechtswissenschaft am University College Galway. 1981 erwarb sie dort den Bachelor of Arts und 1983 den Bachelor of Law. Von 1981 bis 1985 war sie als Tutorin für die Studienanfänger der Rechtswissenschaft am University College Galway tätig, 1984/85 auch als Dozentin. In den Jahren 1983 und 1984 arbeitete sie als Human Rights Fellow mit einem Stipendium des Europarats an einer Studie über die Europäische Sozialcharta. Von 1986 bis 1990 war Conlan an der Juristischen Fakultät der Eberhard Karls Universität Tübingen in der DFG-Forschergruppe „Internationale Wirtschaftsordnung“ tätig und promovierte dort 1990 bei Thomas Oppermann mit einer Arbeit über die Freizügigkeit innerhalb der Europäischen Wirtschaftsgemeinschaft am Beispiel eines Vergleichs zwischen der Republik Irland und der Bundesrepublik Deutschland.
Seit 1991 ist Patricia Conlan Dozentin für Europarecht an der University of Limerick. Ihre Arbeitsschwerpunkte liegen im Bereich des europäischen Sozialrechts, der Arbeitnehmerfreizügigkeit, der kulturellen Beziehungen und der Gleichstellung der Frau.

## Veröffentlichungen (Auswahl)
- Arbeitnehmerfragen. In: Thomas Oppermann u. a.: Europa-Leitfaden. Europa 2000. Ein Wegweiser zum europäischen Binnenmarkt 1992. Walhalla-und-Praetoria-Verl., Regensburg 1990, S. 75–98, ISBN 3-8029-8691-1.
- (mit Thomas Oppermann): "Principles". Legal basis of today's international economic order? In: Ordo. Jahrbuch für die Ordnung von Wirtschaft und Gesellschaft, Bd. 41 (1990), S. 75–91.
- Die Bedeutung der EWG-Freizügigkeit für Irland. Fallstudie Irland – Bundesrepublik Deutschland (= Tübinger Schriften zum internationalen und europäischen Recht, Bd. 23). Duncker & Humblot, Berlin 1991, ISBN 3-428-07217-0 (Dissertation Universität Tübingen 1990).
- (Hrsg.): EC/EU legislation in Ireland. Gill & Macmillan, Dublin 1994, ISBN 0-7171-2233-6.
- (Hrsg.): EC labour legislation in Ireland. Gill & Macmillan, Dublin 1996, ISBN 0-7171-2476-2.
- (mit Richard Senti): WTO. Regulation of World Trade after the Uruguay round. Schulthess Polygraphischer Verlag, Zürich 1998, ISBN 3-7255-3694-5.
- The future of Irish-German cultural relations. In: Jahrbuch des Zentrums für Deutsch-Irische Studien, Jg. 1999/2000, S. 68–76.
- Female emigration from Ireland. In: Eberhard Bort (Hrsg.): Networking Europe. Essays on regionalism and social democracy (= Liverpool studies in European regional cultures, Bd. 6). Liverpool University Press, Liverpool 2000, S. 175–192, ISBN 0-85323-941-X.
- EC free movement of persons. From Messina to Amsterdam and beyond, via Rome, Luxembourg and Maastricht. In: Claus Dieter Classen (Hrsg.): "In einem vereinten Europa dem Frieden der Welt zu dienen...". Liber amicorum Thomas Oppermann (= Tübinger Schriften zum Staats- und Verwaltungsrecht, Bd. 59). Duncker & Humblot, Berlin 2001, S. 551–569, ISBN 3-428-10095-6.
- Citizenship of the Union. The fundamental status of those enjoying free movement? In: ERA-Forum. Journal of the Academy of European Law/Europäische Rechtsakademie, Jg. 2006, H. 3, S. 345–355.
- "Jus soli" and derivative rights. A potential factor in people trafficking? Irish nationality and citizenship laws and EC free movement of persons provisions - against the backdrop of changing migration patterns in Ireland; some reflections from the Chen case. In: Beate Rudolf (Hrsg.): Frauen und Völkerrecht. Zur Einwirkung von Frauenrechten und Fraueninteressen auf das Völkerrecht (= Schriften zur Gleichstellung der Frau, Bd. 28). Nomos, Baden-Baden 2006, S. 215–242, ISBN 978-3-8329-2008-1.
- Ireland. Enhanced parliamentary scrutiny of European affairs. But is it effective? In: John O'Brennan (Hrsg.): National parliaments within the enlarged European Union. From "victims" of integration to competitive actors? Routledge, London 2007, S. 178–199, ISBN 0-415-39935-1.
- John Maurice Kelly (1931–1991). Experiences in Heidelberg and Their impact on a Multi-Faceted Academic, Lawyer and Politician. In: Joachim Fischer (Hrsg.): Creative Influences (= Selected Irish-German biographies, Bd. 1). Wiss. Verl. Trier, Trier 2009, S. 151–162, ISBN 978-3-86821-158-0.
- The Houses of Oireachtas in the European Union and other international organisations. In: Muiris MacCarthaigh (Hrsg.): The house of Oireachtas. Parliament in Ireland. Institute of Public Administration, Dublin 2010, S. 379–399, ISBN 978-1-904541-93-6.
- "A lot done, more to do". The Impact of European Union Membership on Woman in Ireland. In: Eberhard Bort (Hrsg.): View from Zollernblick. Regional perspectives in Europe; a Festschrift for Christopher Harvie. Grace Note Pub., Ochtertyre/Scotland 2013, S. 227–249, ISBN 978-1-907676-37-6.
- Ireland. In: James A. R. Nafziger (Hrsg.): Handbook on the law of cultural heritage and international trade. Elgar, Cheltenham 2014, S. 192–220, ISBN 1-78100-733-0.